# Die letzte Kompagnie
Die letzte Kompagnie ist ein deutscher Spielfilm von Kurt Bernhardt aus dem Jahr 1930.

## Handlung
Der Film spielt im Jahr 1806. Preußen steht im Vierten Koalitionskrieg gegen die französische Armee von Napoléon Bonaparte, und die preußische Armee steht am Rande der Niederlage. An der Saale stehen sie einer französischen Übermacht gegenüber. Die Armee befindet sich auf dem Rückzug. Um diesen Rückzug abzusichern, erhält Hauptmann Burk den Befehl, eine Mühle am Reinersdorfer Moor zu besetzen und den Rückzug der preußischen Armee abzusichern. Burk stehen nur noch zwölf Mann zur Verfügung, um Bonapartes Armee aufzuhalten. Der Müller flieht mit seiner Frau vor den heranrückenden Franzosen. Nur Tochter Dore bleibt bei Burk und seinen Männern, da sie sich in den Offizier verliebt hat.
Der Kampf beginnt, und die Männer werfen sich verzweifelt in dieses tödliche Abenteuer. Das Scharmützel ist für die kleine Truppe nicht zu gewinnen, dennoch gelingt es ihnen, die Mühle so lange zu halten, bis die preußische Armee die Saale überquert hat und in Sicherheit ist. Als die Preußen die Brücke über die Saale überquert haben, sprengen sie die Brücke und nehmen damit Burk und seinen Männern den einzigen Rückzugsweg. Als die französischen Soldaten schließlich die Mühle einnehmen, entdecken sie den toten Hauptmann und zwölf tote Soldaten. Auch Dore ist bei dem Kampf ums Leben gekommen.

## Hintergrund
Der Film entstand nach einer Idee von Henry Koster und Hans Wilhelm. Die Dreharbeiten fanden 1929 in Döberitz statt. Der Film wurde am 14. März 1930 in Berlin uraufgeführt.
Im Jahr 1967 entstand ein Remake unter dem Titel Eine Handvoll Helden und der Regie von Fritz Umgelter.

## Kritiken
„Der frühe Tonfilm nutzt ausgiebig Geräusche und Lautmalerei, selbst dialektgefärbtes Sprechen aus. Nach Bild und Dekor ist Die letzte Kompagnie noch ein ausgesprochener Atelierfilm in deutscher Stummfilmtradition.“